# SP70
Lo SP70  (in tedesco anche Panzerhaubitze 70 o Panzerhaubitze 155-1) è stato un semovente d'artiglieria sviluppato su iniziativa dei governi di Germania Ovest, Italia e Gran Bretagna, armato con un obice FH-70 da 155/39 mm, e rimasto allo stadio di prototipo. Ne era prevista la produzione di 650 esemplari per i tre eserciti, sostituendo l'M109 allora in servizio, con possibilità di esportazione ad altri paesi della NATO. A causa di problemi al sistema di caricamento automatico dei proiettili, mai del tutto risolti, nel 1985 il governo tedesco rinunciò alla sua acquisizione, seguito poto dopo da quello britannico e italiano.

## Storia
Nel 1973, Germania, Italia e Regno Unito iniziarono lo sviluppo collaborativo dei un nuovo semovente d'artiglieria designato SP70.  Tutti e tre i paesi riconobbero che era necessario apportare un miglioramento significativo al principale sistema di supporto di fuoco indiretto per il futuro campo di battaglia. In base a un accordo trilaterale vincolante, le aziende di tutti e tre i paesi furono incaricate di fornire l'hardware per sviluppare il nuovo semovente. Sebbene gli Stati Uniti d'America non fossero in grado di unirsi alla collaborazione in quel momento, esiste un memorandum d'intesa quadrilaterale sulla balistica da 155 mm (155-mm Quadrilateral Ballistics Memorandum of Understanding) tra le quattro nazioni che definisce i parametri balistici interni e la famiglia di proiettili da 155 mm.
Il programma trilaterale completò la fase di definizione del progetto nel 1973 e poi intraprese una lunga ed esauriente fase di sviluppo che fu suddiviso tra le tre nazioni per sfruttare al massimo le tecnologie esistenti ma con l'obiettivo di mantenere il più possibile un approccio sistemico. In sintesi, la Germania contribuì con l'artiglieria, lo chassis e il motore principale; l'Italia fornì la massa di elevazione, lo scafo e l'unità di potenza ausiliaria (APU); il Regno Unito era responsabile della torretta, del sistema di gestione delle munizioni e del sistema di tiro.
La fase di convalida iniziò nel 1973 e incluse la fabbricazione di cinque prototipi che divennero disponibili nel 1976 e furono poi sottoposti a un rigoroso programma di collaudi e prove di tiro. Ad esempio, uno dei prototipi percorse 8.600 chilometri nel Regno Unito e poi ne percorse altri 2.400 nel freddo della Norvegia. In Norvegia, vennero sparati tutti e otto i colpi per testare il funzionamento dell'attrezzatura a temperature inferiori allo zero, dove era importante dimostrare l'efficiente funzionamento dell'arma con la combinazione di basse pressioni e breve rinculo. Un altro dei cinque prototipi è stato sottoposto a prove nel clima caldo della Sardegna, viaggiando su terreno roccioso e sullo sterrato, con molta polvere, e percorrendo in queste condizioni 1.600 chilometri. Durante la fase di collaudo, i prototipi spararono 2.300 colpi e dimostrarono elevati standard di precisione e efficienza. Le informazioni provenienti dalle prove in movimento e da quelle di tiro fornirono una solida base per procedere con la Fase B. Il progetto dello SP-70 si era dimostrato maturo e valido. Gli obiettivi di sviluppo furono raggiunti e i test si conclusero senza grandi fallimenti. Il cannone aveva la gittata richiesta e una cadenza di tiro sufficiente per fornire un massiccio supporto di fuoco. Le prove di mobilità confermarono che il semovente possedeva un'elevata capacità di manovra e aveva prestazioni simili sia al carro armato M1 Abrams che al veicolo da combattimento della fanteria (VCI) e, in generale, aveva la capacità di supportare manovre di breve durata.

## Descrizione
Sia lo scafo che il guscio della torretta, dotata di piastre di 50 mm di spessore, dell'SP70 erano realizzati in alluminio e soddisfacevano i requisiti di protezione contro proiettili perforanti (AP) da 7,62 mm, AP da 14,5 mm a 100 metri e frammenti di un proiettile da 152 mm che esplodeva a 10 metri. 
La disposizione interna per i cinque membri dell'equipaggio vedeva il conducente posizionato nella parte anteriore del veicolo, mentre tre membri dell'equipaggio, il gregario, il capocarro e un servente erano a destra, un altro servente del pezzo d'artiglieria era a sinistra. Vi erano due portelli sulla torretta dotati di periscopi che consentivano al capocarro e al servente di sinistra una visione a 360 gradi sia di giorno che di notte.
Lo scafo costruito dalla Porsche, derivato dal carro armato Leopard 1, era realizzato in alluminio. Il motore diesel, pesante 4.870 kg, era lo MTU MB 831 a 8 cilindri, raffreddati a liquido, dotato di turbocompressore, erogante la potenza di 1.000 hp (736 kW). La riserva di carburante era pari a 1.000 Litrolitri di gasolio. L'autonomia era di 550 km su strada e 420 km fuoristrada. La velocità massima raggiungibile era di 67,7 km/h. Un motore diesel Fiat 237A d a 35 hp era utilizzato come APU. Il rapporto peso:potenza era pari a 22 hp/t. Il semovente era dotato di capacità di guado senza preparazione fino a una profondità di 2 metri, e completa protezione NBC  per l'equipaggio con filtri a carbone e un'unità di ventilazione.

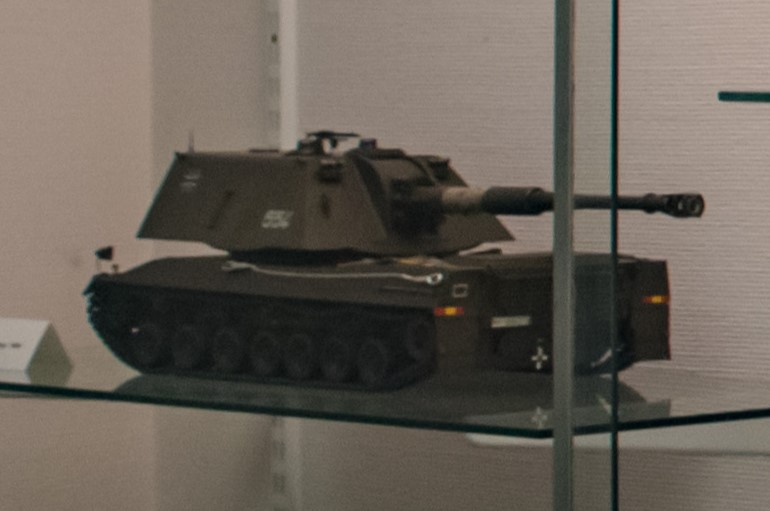
Modello del semovente SP70 con i colori della Bundeswehr.

L'armamento era composto da un obice a canna rigata FH-70 da 155 mm lungo 39 calibri, dotato di freno di bocca a due camere, e estrattore di fumi. Il meccanismo di culatta aveva un blocco scorrevole verticale che si apriva verso l'alto; vi era una camma di apertura che apriva automaticamente la culatta in caso di esaurimento. La culatta era dotata di un caricatore di inneschi che espelleva automaticamente quello esaurito e ne inseriva uno nuovo. Due freni idraulici di rinculo e un dumper idropneumatico sono stati inclusi nei dispositivi di rinculo. Il disegno dei dispositivi di rinculo era stato progettato in modo tale che durante lo sparo con qualsiasi angolo di elevazione possibile, il rinculo era sempre lo stesso, 700 mm.. Lo SP-70 aveva una capacità di sparare una raffica di tre colpi in 10 secondi; la cadenza di tiro era di sei colpi al minuto fino a ché le munizioni contenute nel caricatore non fossero esaurite.
Il movimento orizzontale del cannone era effettuato ruotando l'intera torre con l'aiuto di una trasmissione idraulica, in questo caso la cadenza di tiro calava a 4 colpi minuto. Come sistema di riserva, l'equipaggio poteva utilizzare meccanismi a trasmissione manuale. Per il movimento verticale dell'obice, la torre SP70 ACS era dotata di una trasmissione idropneumatica. Gli angoli di elevazione variavano da -25° a + 70°. La gittata massima era pari a 24 chilometri, ed era prevista l'adozione di proiettili autopropulsi che consentivano di colpire bersagli a distanze fino a 30 km.
L'obice FH-70 poteva utilizzare qualsiasi proiettile calibro 155 mm conforme agli standard NATO. Era previsto l'utilizzo di proiettili britannici L15A1 ad alto esplosivo a frammentazione, lunghi 788 mm, e contenenti 11 kg di esplosivo; DM105, fumogeno sviluppato in Germania, dotato di quattro capsule contenenti una sostanza chimica che generava fumo. Le capsule venivano emesse ad un'altezza di circa 200 metri e, dopo una caduta, formano una grande nuvola di fumo che dura per diversi minuti; DM106, illuminante. Il proiettile doveva discendere con un paracadute da un'altezza di 600-800 metri. Le sue caratteristiche consentivano di illuminare il terreno entro un raggio di 350-400 metri per minuto. 
Sul lato esterno posteriore della torretta vi era un meccanismo di rifornimento dei colpi con un braccio estensibile che poteva essere regolato per raccogliere un proiettile a livello del suolo o dal retro di un camion. Da li il proiettile raggiungeva il caricatore nella torretta, veniva spostato dal paranco del caricatore alla fila di stoccaggio selezionata e quindi spostato lungo la fila dall'azione di nottolini montati rigidamente. Il caricatore conteneva 32 proiettili e accettava qualsiasi proiettile della famiglia M107, M549, M483 ed altri.
Per trasferire il proiettile da 155 mm alla culatta, il paranco del caricatore raccoglieva il proiettile, che era spinto in avanti sul braccio di trasferimento del bossolo; e questo braccio, che è imperniato sui perni, oscilla in linea con l'estensione della culla. Qui il proiettile viene trasferito al calcatoio pronto all'uso. 
Il meccanismo di rifornimento dei bossoli era in grado di ricaricare il caricatore a una velocità di quattro colpi al minuto, il che significa che il caricatore da 32 colpi poteva essere riempito in 8 minuti. Vi erano anche sistemi di sicurezza nel braccio di trasferimento dei bossoli per evitare lesioni ai membri dell'equipaggio durante il suo funzionamento. Le cartucce propellenti era stivate a sinistra della culatta; il caricatore delle cartucce completava l'azione di caricamento, incluso il segnale di chiusura della culatta. Dopo il primo colpo, il calcatoio veniva sollevato idraulicamente per i colpi successivi.
L'armamento secondario previsto era una mitragliatrice da 7,62 mm montata sopra il portello del comandante. Sui lati della torretta era prevista l'installazione di due lanciagranate fumogeni a quattro canne.
Il mirino periscopico per il fuoco indiretto era dotato di un compensatore di inclinazione elettronico che registrava l'inclinazione del veicolo tramite sensori e la convertiva direttamente in segnali che venivano applicati automaticamente all'elevazione e all'azimut. L'oculare del mirino periscopico era montato in modo tale che sia il servente che il capocarro potessero vedere a turno, dando così al capo equipaggio un mezzo per controllare l'artigliere. Il comando di sparo veniva trasmesso al cannone tramite unità di input/output dati, che collegano il cannone direttamente al sistema di controllo del tiro (FCS). Il mirino telescopico giorno/notte a fuoco diretto era posizionato in modo tale da poter essere utilizzato sia dall'artigliere che dal capo equipaggio.
La messa a punto del semovente d'artiglieria SP70 fu completata abbastanza rapidamente. Emersero problemi al sistema di caricamento automatico dei proiettili che permetteva il suo utilizzo con qualsiasi angolo di elevazione. Sebbene i problemi incontrati in fase di progettazione fossero stati risolti, durante i collaudi alcuni di essi riapparvero, e inoltre ne emersero di nuovi.
La sperimentazione e lo sviluppo dei vari sistemi automatici continuarono per diversi anni, e nel 1984 furono costruiti ulteriori 10 prototipi fase B. Nel 1985, quando, secondo i piani iniziali, si prevedeva di iniziare la produzione in serie, la Germania Ovest uscì dal progetto. La Bundeswehr e i sui progettisti ritenevano che il progetto SP70 nella sua forma esistente non avesse prospettive dato che i problemi emersi non erano stati del tutto risolti. Avendo perso il partner principale, anche la Gran Bretagna e l'Italia bloccarono presto  e poi interruppero ufficialmente tutti i lavori sul progetto.
Secondo alcune fonti l'Esercito Italiano attivò nel 1982 una batteria sperimentale, la 4ª del 1°Gruppo Artiglieria da Campagna Semovente "Cacciatori delle Alpi", su quattro semoventi. Un esemplare e esposto presso il Museo storico della motorizzazione militare di Roma.

### Annotazioni
1. ↑  In effetti, la NATO e gli Stati Uniti d'America parteciparono a questa iniziativa e stilarono un requisito militare di base che portò alle caratteristiche operative concordate del futuro  cannone da 155 mm.

### Fonti
1. ↑  Craven 1983, p.29-31.
2. 1 2 3 4 5 6 7  Ciepliński, Woźniak 1994, p.210.
3. ↑  Topwar.
4. 1 2 3 4 5 6 7 8 9  Craven 1983, p.28.
5. 1 2 3 4 5 6 7 8 9 10 11 12 13  Craven 1983, p.29.
6. 1 2 3 4 5 6 7 8 9 10 11 12 13 14 15 16 17 18 19 20 21 22 23 24  Craven 1983, p.30.
7. 1 2 3 4 5 6  Craven 1983, p.31.
8. ↑  Vecio.